# Johan Sylvius (lagman)
Johan Sylvius, född 10 juni 1620 i Karlstad, död 2 augusti 1690, var en svensk lagman och häradshövding.
Johan Sylvius var son till Jacobus Jonæ och Margareta Sylvia. Han var hertig Carl Gustafs sekreterare 1653 och blev assessor i Svea hovrätt 1654. Häradshövding i Tio häraders domsaga 1655. Från 1667 till 1685 var han translator regius (kunglig översättare) och översatte under dessa år nio utgivna verk. Han var lagman i Värmlands lagsaga från 1685 till sin död 1690. Adlad 1653.